# Polvorí

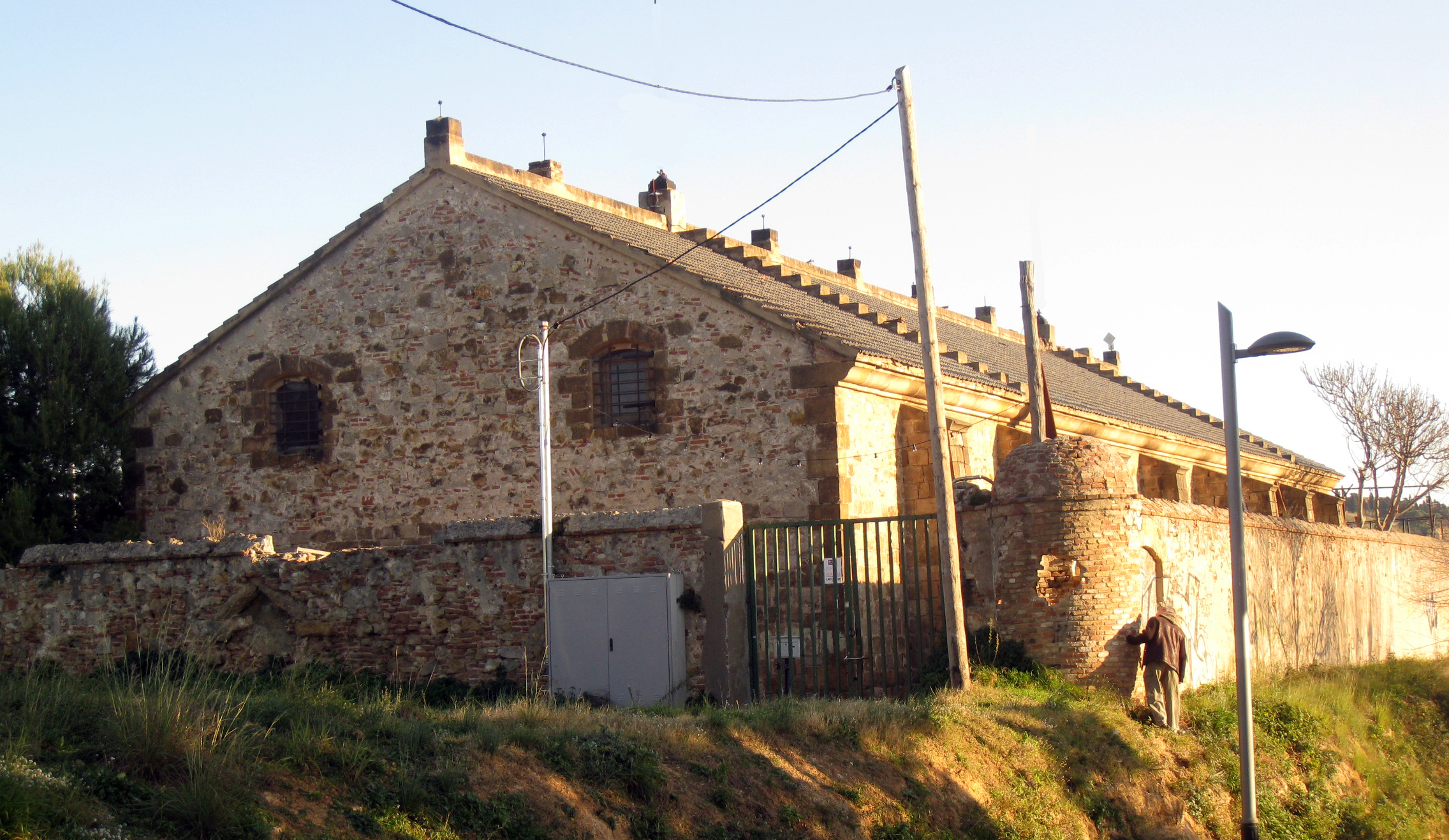
El polvorí de Montjuïc, a Barcelona

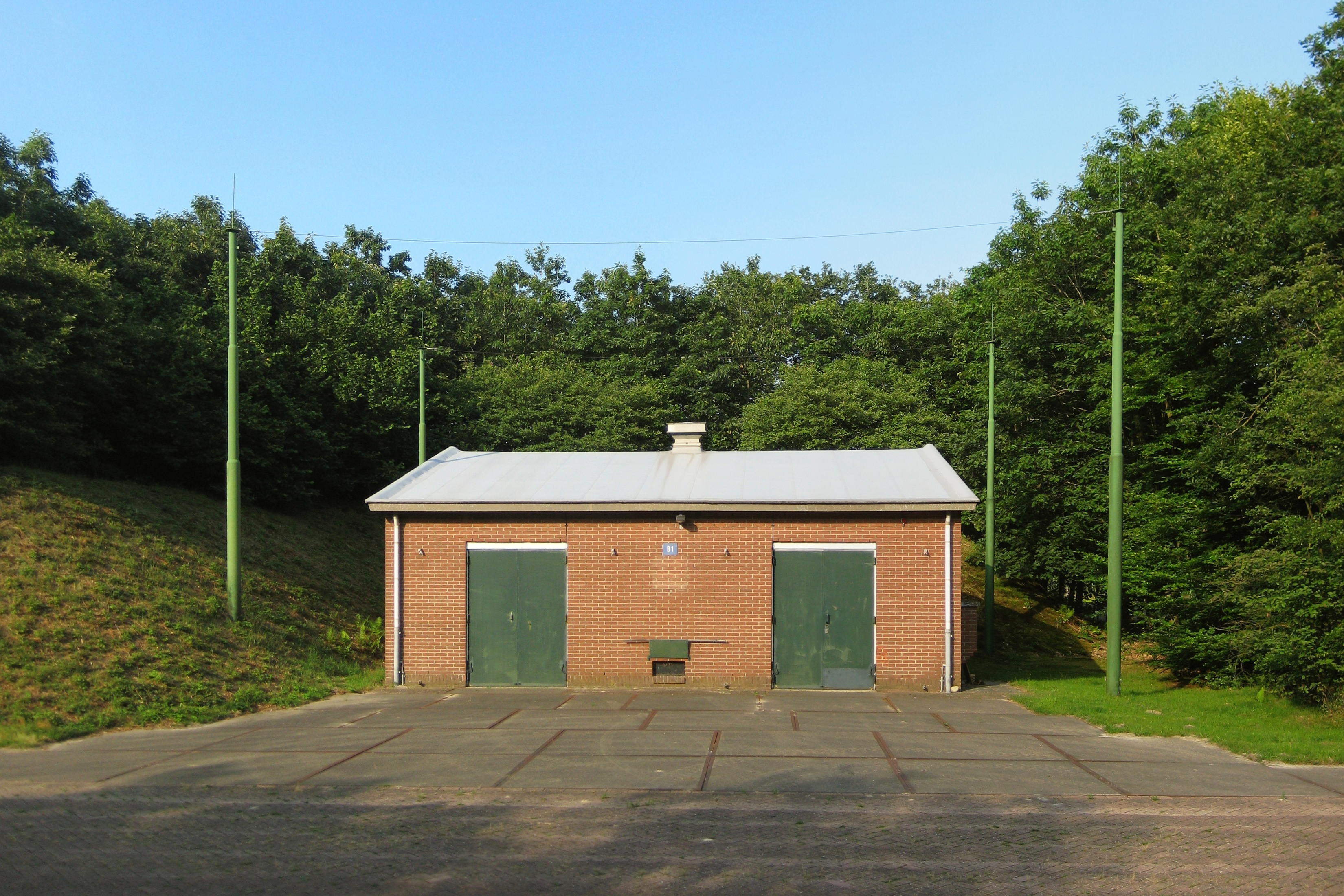
Antic polvorí a Donderen

Un polvorí és un edifici d'ús militar on s'emmagatzema la pólvora i les municions o explosius fets a base de pólvora. Habitualment també se n'hi produeix. Com que dins aquests magatzems s'hi guarden matèries explosives, la història dels polvorins ha estat plena de nombrosos accidents, entre els quals es poden destacar els següents:
- L'explosió del polvorí de Delft, als Països Baixos (llavors les Províncies Unides), que va causar la mort de més d'un centenar d'habitants i va destruir una part de la ciutat. Va tenir lloc el 12 d'octubre de 1654.[1]
- L'explosió del polvorí de Grenelle (avui barri de París), el 31 d'agost de 1794. Hi va haver més d'un miler de víctimes, entre personal del magatzem i la població veïna, i tots els voltants en van resultar afectats.[2]
- L'explosió del polvorí de Sant Ferran, a Palma, el 25 de novembre de 1895, considerat l'accident laboral més luctuós de les illes Balears. Va causar la mort de 97 empleats, la major part dones i infants.[3]
- L'explosió del polvorí dels Divuit Ponts, a Lilla, al nord de França, l'11 de gener de 1916. Va provocar 104 morts i 400 ferits, i s'especula que fos obra d'un sabotatge contra l'exèrcit ocupant alemany durant la Primera Guerra Mundial.[4]